# مرض الخيول الأفريقي
داء الخيول الأفريقية (بالإنجليزية: African horse sickness)‏ (AHS) هو مرضٌ شديدُ العدوى وقاتلٌ في كثيرٍ من الأحيان، يُسبِّبه فيروسُ مرضِ الخيل الأفريقيّ. يُصيبُ عادةً الخيول والبغال والحمير. وينتجُ عن فيروسٍ من جنس وقبي ينتمي إلى فصيلة ريوفيريدي. يُمكن أن يحدثَ هذا المرضُ بأيِّ نوعٍ من الأنواعِ المصليةِ التسعةِ لهذا الفيروس. مرضُ الخيل الأفريقيّ ليس مُعديًا بشكلٍ مباشر، لكن من المعروفِ أنه ينتشرُ عن طريقِ ناقلاتِ الحشرات.

## علم الأوبئة

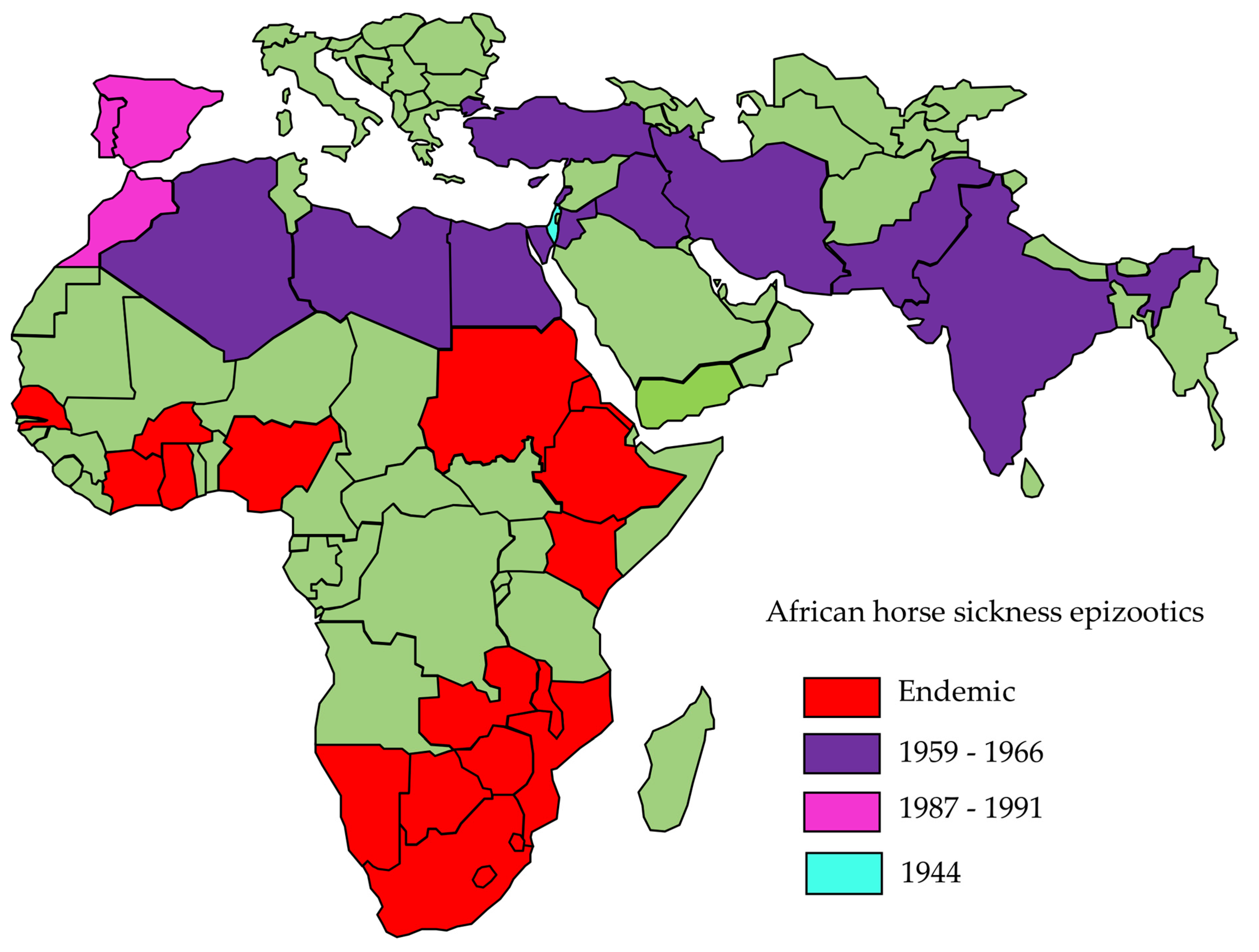
خريطة لتفشي مرض الخيول الأفريقي الذي حدث في جميع أنحاء العالم خلال القرن الماضي

سُجل فيروس داء الخيول الأفريقية لأول مرة جنوب الصحراء الكبرى في منتصف القرن السابع عشر، مع إدخال الخيول إلى جنوب أفريقيا. يُعتبر الفيروس متوطنًا في المناطق الاستوائية والشرقية والجنوبية من أفريقيا. وقد حدثت عدة تفشيات في الخيليات في جميع أنحاء أفريقيا وأماكن أخرى. يُعرف داء الخيول الأفريقية بأنه متوطن في أفريقيا جنوب الصحراء، وقد انتشر إلى المغرب والشرق الأوسط والهند وباكستان. وفي الآونة الأخيرة، اُبلغ عن تفشيات في شبه الجزيرة الأيبيرية وتايلاند. لم يُبلغ عن داء الخيول الأفريقية في الأمريكتين أو شرق آسيا أو أستراليا. يعتمد علم الأوبئة على التفاعل بين العائل والناقل، حيث تتزامن تفشيات الأمراض الدورية مع الأعداد الكبيرة للناقلات الكفؤة. الناقل الأكثر أهمية لداء الخيول الأفريقية في المناطق الموبوءة هو ذبابة من فصيلة المتلاحية كوليكويدس إيمكولا، والتي تفضل الظروف الدافئة والرطبة. لا تحمل اليرقات الفيروس، والشتاء البارد الطويل يكفي لكسر الأوبئة في المناطق غير الموبوءة.

## العائل
المضيفون الشائعون لهذا المرض هم الخيول والبغال والحمير والحمير الوحشية. ومع ذلك، يمكن أن تصاب الفيلة والجمال والكلاب أيضًا، ولكنها غالبًا لا تُظهر أي علامات للمرض وهو نادر جدًا. عادةً ما تصاب الكلاب بالمرض عن طريق تناول لحوم الخيول المصابة، على الرغم من ورود تقرير حديث عن حدوث المرض في الكلاب دون تناول معروف للحوم الخيول.

## الانتقال

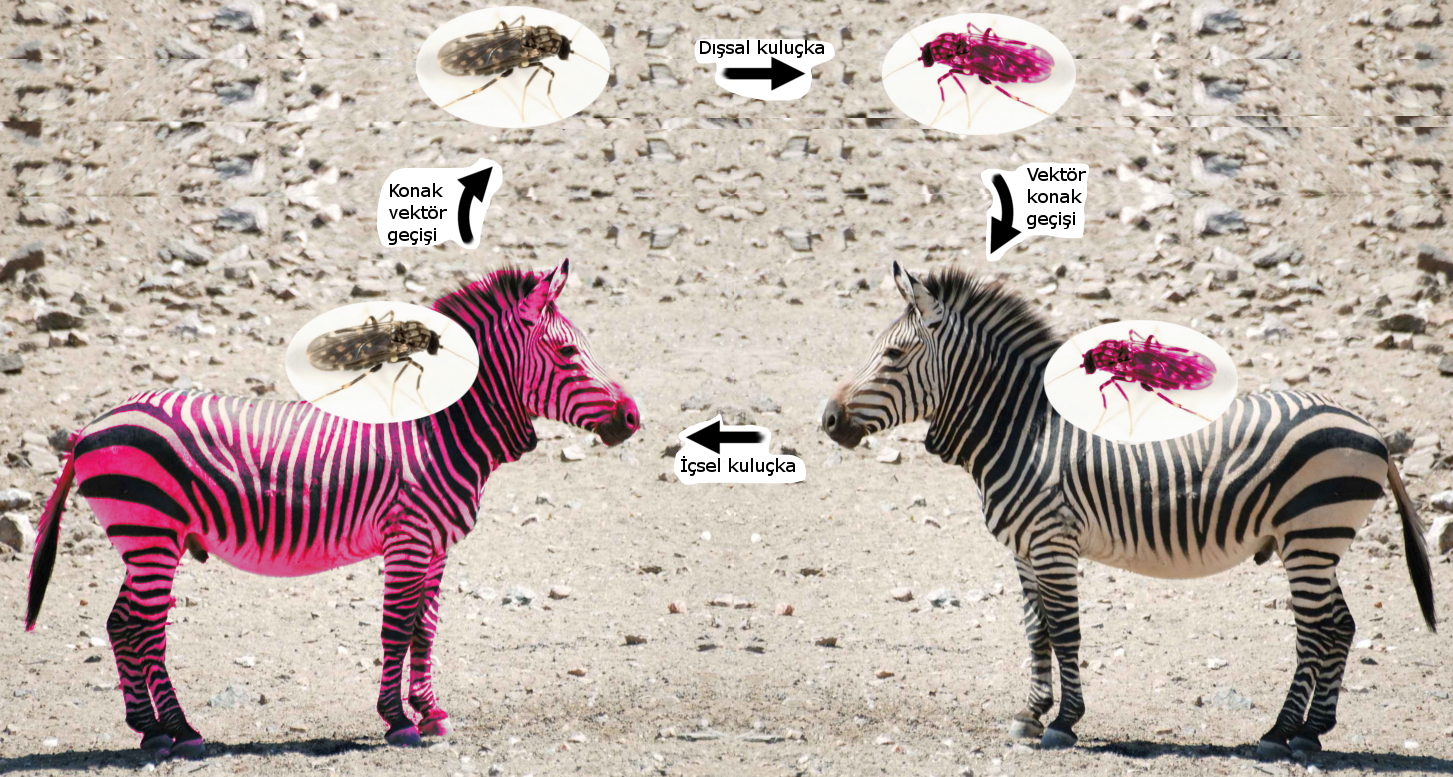
انتقال فيروس مرض الخيول الأفريقي عن طريق الحشرات الناقلة

ينتشر هذا المرض عن طريق الحشرات الناقلة. الناقل البيولوجي للفيروس هو نوع من الذباب كوليكويدس، ولكن هذا المرض يمكن أن ينتقل أيضًا عن طريق أنواع من البعوض بما في ذلك البعوضة والأنوفيلة والزاعجة بما في ذلك الزاعجة المصرية، وأنواع من القراد مثل زجاجي العين ومروحية الرأس.

## العلامات السريرية
الخيول هي أكثر الحيوانات عرضة للإصابة، حيث تقترب نسبة الوفاة من 90% بين الحيوانات المصابة، يليها البغال (50%) والحمير (10%). نادرًا ما تُظهر الحمير والحمير الوحشية الأفريقية أعراضًا سريرية، على الرغم من وجود عيارات فيروسية عالية في الدم، ويُعتقد أنها المستودع الطبيعي للفيروس. يتجلى داء الخيول الأفريقية بأربعة أشكال مختلفة:
الشكل الرئوي
يتميز الشكل الحاد للمرض بارتفاع درجة الحرارة والاكتئاب والأعراض التنفسية. يعاني الحيوان المصاب سريريًا من صعوبة في التنفس، ويبدأ في السعال لسائل رغوي من الأنف والفم، ويُظهر علامات وذمة رئوية في غضون أربعة أيام. يتسبب الاحتقان الشديد في الرئة في فشل الجهاز التنفسي ويؤدي إلى الوفاة في أقل من 24 ساعة. هذا الشكل من أشكال المرض لديه ثاني أعلى معدل وفيات. تشمل الأعراض الأخرى تورم الغدد الليمفاوية تحت الفك، وتورم مستوٍ فوق العينين. لا يحتوي هذا الشكل على الكثير من التورم في الدماغ مثل الشكل القلبي، التورم يكون في الغالب حول الأعضاء.
الشكل القلبي

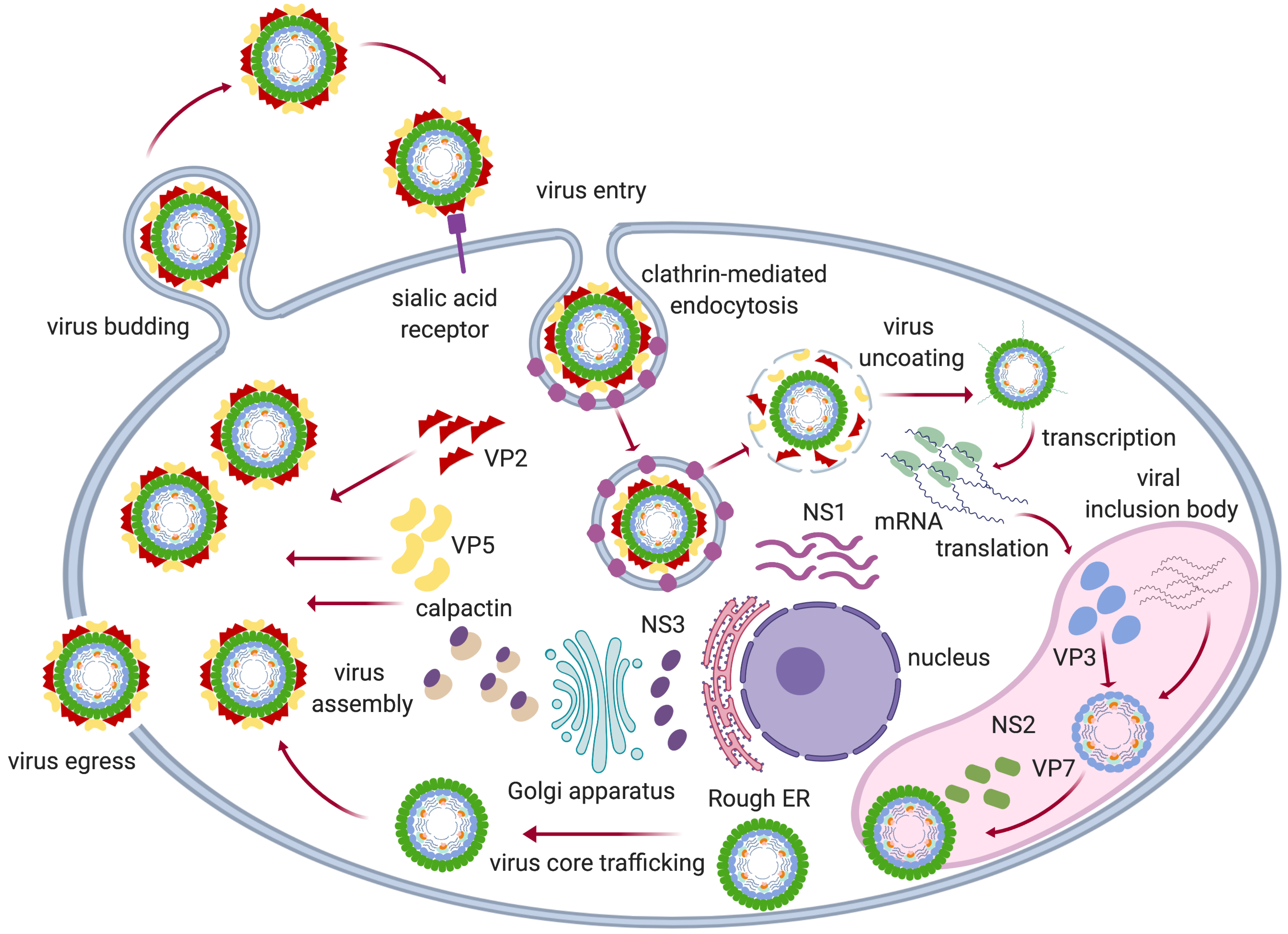
دورة تكاثر فيروس مرض الخيل الأفريقي (AHSV)

هذا الشكل تحت الحاد من المرض لديه فترة حضانة أطول من الشكل الرئوي. تبدأ علامات المرض في اليوم 7-12 بعد الإصابة. الحمى الشديدة من الأعراض الشائعة. يتجلى المرض أيضًا في صورة التهاب الملتحمة، مع ألم في البطن وضيق تدريجي في التنفس. بالإضافة إلى ذلك، تظهر وذمة تحت جلد الرأس والرقبة، وعلى الأخص في تورم الحفر فوق الحجاجية والملتحمة الجفنية والمسافة بين الفكين السفليين. معدل الوفيات يتراوح بين 50 و70٪، ويتعافى الناجون في 7 أيام. هذا الشكل لا يحتوي على معدل وفيات مرتفع كهذا، لكن الغدد الليمفاوية وفوق العينين ليستا منتفخة بنفس القدر. التورم فوق العينين هو علامة على تورم الدماغ، وإذا كان أكثر من اللازم فسوف تبرز العينان. إذا عولجت الحيوانات بشكل صحيح، لديها فرصة أكبر للبقاء على قيد الحياة.
شكل الحمى الخفيفة أو حمى مرض الخيل
يُلاحظ مرض خفيف إلى عدوى من دون أعراض في الحمير الوحشية والحمير الأفريقية. قد يكون لدى الحيوانات المصابة حمى منخفضة الدرجة وأغشية مخاطية محتقنة. معدل البقاء على قيد الحياة هو 100٪.
الشكل المختلط
تُشخص عند إجراء تشريح الجثة. تُظهر الخيول المصابة علامات كل من الشكلين الرئوي والقلبي لداء الخيول الأفريقية. ربما يكون هذا الشكل لديه أعلى معدل وفيات بين جميع الأشكال. لا ينجو الكثيرون من هذا الشكل.

## التشخيص
التشخيص المفترض يكون من خلال العلامات السريرية المميزة، والآفات بعد الوفاة، ووجود ناقلات كفؤة. يكون التأكيد المخبري عن طريق عزل الفيروس، باستخدام تقنيات مثل تفاعل البوليمراز المتسلسل بالزمن الحقيقي للكشف عن الحمض النووي الريبوزي الفيروسي، والتقاط المستضد (مقايسة امتصاصية مناعية للإنزيم المرتبط)، والتألق المناعي للأنسجة المصابة. الاختبارات المصلية مفيدة فقط للكشف عن الحيوانات المتعافية، حيث تموت الحيوانات المريضة قبل أن تتمكن من تكوين استجابات مناعية فعالة.

## العلاج والوقاية
لا يوجد علاج معروف لداء الخيول الأفريقية.
يشمل التحكم في تفشي المرض في منطقة موبوءة الحجر الصحي، ومكافحة الناقلات، والتطعيم. للوقاية من هذا المرض، عادةً ما تُذبح الخيول المصابة، وتطعيم الخيول غير المصابة ضد الفيروس. توجد ثلاثة لقاحات حاليًا، تشمل لقاحًا متعدد التكافؤ، ولقاحًا أحادي التكافؤ، ولقاحًا أحادي التكافؤ معطل. يمكن أيضًا منع هذا المرض عن طريق تدمير مواطن ناقلات الحشرات وباستخدام المبيدات الحشرية.

## التاريخ
شُخص داء الخيول الأفريقية في إسبانيا في 1987-1990 وفي البرتغال في عام 1989، ولكن اُستئصل باستخدام سياسات الذبح، وقيود الحركة، واستئصال الناقلات، والتطعيم.
اُبلغ عن الإصابة في منطقة باك تشونغ بمقاطعة ناخون راتشاسيما في تايلاند في مارس 2020 عندما نفقت 42 من خيول السباق بسبب مرض غير معروف اُكد لاحقًا على أنه داء الخيول الأفريقية النمط المصلي 1.

## الأمراض ذات الصلة
يتصل داء الخيول الأفريقية بمرض اللسان الأزرق وينتشر عن طريق نفس الذباب (أنواع كوليكويدس).

## روابط خارجية
- بطاقة الأمراض من المنظمة العالمية لصحة الحيوان (OIE)
- الحالة الحالية لمرض الخيول الأفريقي في جميع أنحاء العالم في المنظمة العالمية لصحة الحيوان (OIE). واجهة WAHID – قاعدة بيانات معلومات صحة الحيوان العالمية التابعة للمنظمة العالمية لصحة الحيوان
- نظرة عامة على داء الخيل الأفريقي من خلال CIDRAP
- هياكل المجهر الإلكتروني ثلاثي الأبعاد لفيروس مرض الخيول الأفريقي من بنك بيانات المجهر الإلكتروني (EMDB)
- دور البقايا المحفوظة في بروتين فيروس داء الخيل الأفريقي NS3 في التوطين داخل الخلايا والسمية الخلوية